# Six of Sixteen
Six of Sixteen è il primo EP del rapper italiano Nayt, pubblicato il 21 febbraio 2014.

## Tracce
1. Fuori (Prod. 3D) – 2:54
2. Un giorno nero (Prod. 3D) – 3:29
3. Una sola (Prod. 3D) – 2:59
4. Via da qui (Prod. 3D) – 2:59
5. Forse (Prod. 3D) – 1:38
6. Come fare (Prod. Skioffi) – 3:04

## Formazione
- Nayt – voce
- 3D – produzione, missaggio, mastering, montaggio
- Skioffi – produzione (traccia 6)